# Myrcinus tuberosus
Myrcinus tuberosus es una especie de mantis de la familia Mantidae.

## Distribución geográfica
Se encuentra en Borneo y Malasia.